# Centelles
|  | Aquest article tracta sobre al municipi català. Vegeu-ne altres significats a «Centelles (desambiguació)». |

Centelles és una vila i municipi de la comarca d'Osona, i situada al sud de la regió de l'Alt Ter. Limita amb els termes municipals de Sant Martí de Centelles pel sud; Castellcir, per l'oest; Seva pel nord-est; i Balenyà, pel nord-oest.
És situat a l'entrada sud de la plana de Vic, entre el riu Congost —que passa per l'est de la població— i la serra que tanca la plana de Vic per l'oest, serra coneguda com la Costa: els cingles de Bertí; i a la falda del Puigsagordi (972 m), turó que sobresurt de la serra.

## Geografia
- Llista de topònims de Centelles (Orografia: muntanyes, serres, collades, indrets..; hidrografia: rius, fonts...; edificis: cases, masies, esglésies, etc).

Centelles es troba a la vall del riu Congost, que es va formar per un procés d'erosió provocat per un curs d'aigua, durant milers d'anys. Aquell curs d'aigua ha quedat reduït, amb el pas dels anys, a l'actual riu Congost. El riu s'alimenta de diversos torrents situats al municipi, com el de Banyeres, la Llavina, la Cira, el gorg Negre, etc. També compta amb diverses fonts, com la font Calenta, la del Rossell, la font Grossa, la de la Saleta, etc.
A l'oest de la vila, que està a una alçada aproximada de 500 m, hi ha una serralada que té una alçada mitjana de 900 metres, on destaca el cim del Puigsagordi.
Geologia
El terme municipal de Centelles es troba geològicament al límit de:
- La serralada Prelitoral Catalana i
- La depressió de l'Ebre

Els materials triàsics de la serralada Prelitoral es posen en contacte amb els materials paleògens (Paleocè i Eocè inferior) de la depressió de l'Ebre, mitjançant la falla del Congost, que passa aproximadament pel llit del riu Congost.
Aquests materials estan disposats estratificadament en una inclinació d'uns 5 graus cap al nord-oest.
Hidrogeologia
Pel que fa als recursos hídrics del terme municipal de Centelles, ens trobem amb dos fets:
- El terreny està constituït per materials impermeables o amb poca capacitat d'emmagatzematge
- El riu Congost té una conca de drenatge molt petita.

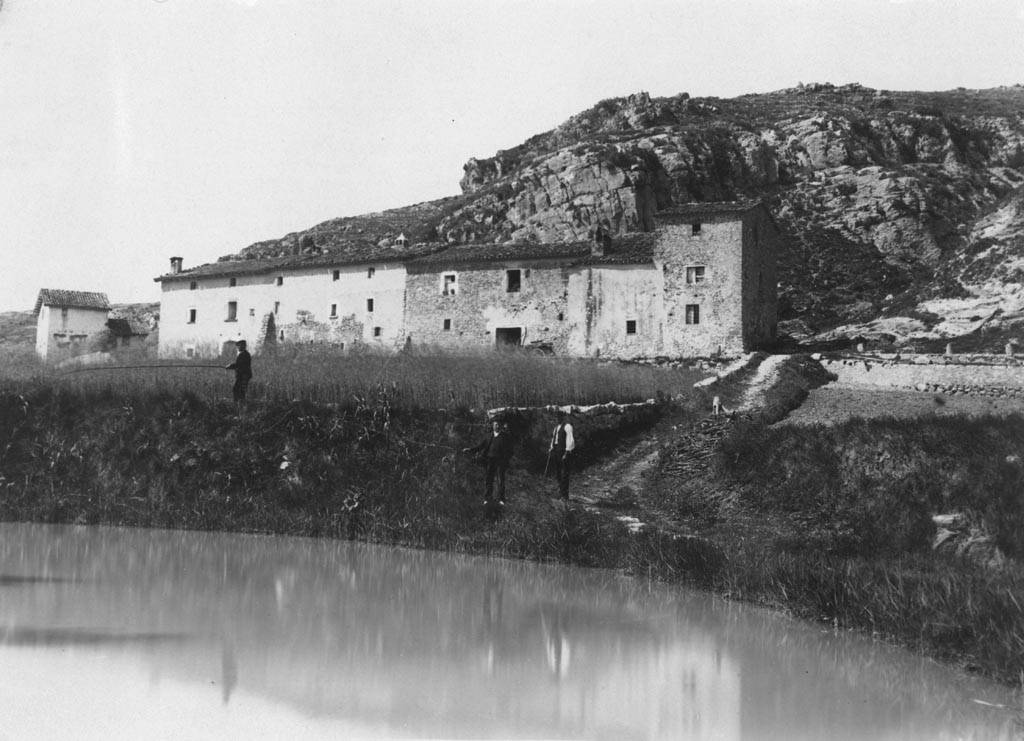
Homes pescant en un llac davant de l'Hostal de Sant Antoni (entre 1910 i 1936)

Això provoca que els cabals dels torrents i rieres que alimenten el Congost siguin petits o sense aigua gran part de l'any, llevat de quan és temps de pluja.
La pluviositat és relativament elevada (707 mm/any) i el terme municipal és molt ric en fonts i eixidius d'aigua en general. Malgrat això la disponibilitat d'aigua en l'entorn natural està marcada per l'estacionalitat. El riu passa per una zona relativament plana i, per tant, l'aigua no queda retinguda en embassaments. Pel que fa a les aigües subterrànies, seria necessari perforar a molta profunditat per aconseguir cabals importants.
Les fonts, pous i mines del municipi presenten, des del punt de vista químic, bicarbonat i calci. Són aigües dures i una mica alcalines. Les aigües dels pous més fondos són més salines que les de les fonts i mines.

## Història
La primera referència històrica del topònim Centelles apareix en llatí (Sentelias) l'any 898 (acte de consagració de l'església d'Aiguafreda de Dalt). Aquest nom va ser adoptat pels senyors del Castell de Sant Esteve (actualment de Sant Martí) que el segle xiv van esdevenir barons. El vilar va néixer al voltant de la sagrera de l'església de Santa Coloma de Pujolric, que posteriorment va passar a anomenar-se Santa Coloma de Vinyoles.
Al segle xv els barons van traslladar la seva residència del castell a la sagrera i un segle després la baronia esdevingué comtat del Castell de Centelles. El comtat tenia 85 km² i incloïa els termes actuals de Balenyà, Sant Martí de Centelles i Sant Quirze Safaja. Al segle xvi, el baró Lluís I va convertir el nucli en una vila emmurallada que prenia el nom de Santa Coloma de Centelles. El recinte tenia tres portals: el de Sant Antoni, el d'Amunt o de Sant Martí i el Nou Nou, l'únic que s'ha conservat.
En els segles xvi i xvii, la població va augmentar en part gràcies a la immigració occitana, que s'establí al carrer Estrangers i d'altres de pròxims.

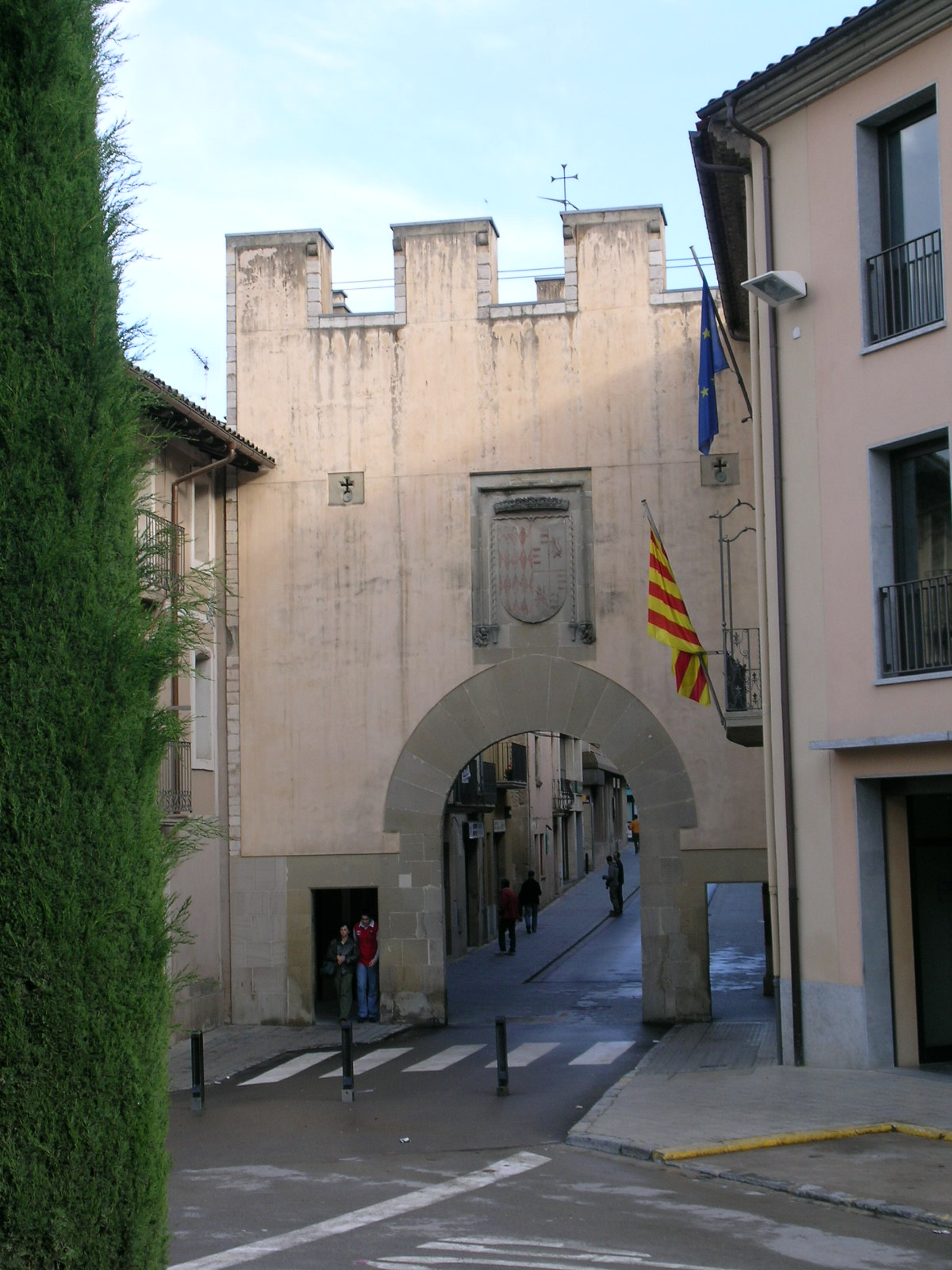
Portal de Centelles

Entre 1688 i 1690 es va produir la revolta dels Barretines, que es va iniciar a Centelles pel malestar que hi havia entre els pagesos per una devastadora plaga de llagostes, el perllongat allotjament de tropes i el pagament de censos. El moviment es va escampar pel territori i els pagesos van arribar a assetjar Barcelona. En la guerra de Successió (1705-1714), Centelles va donar suport a Felip d'Anjou i va ser assaltada per les tropes austriacistes el 28 de febrer de 1714. Per la seva adhesió, Felip V li va concedir el títol de fidelísima Villa de Centellas, atorgant-li diversos privilegis. Un segle després, les tropes franceses van ocupar la vila durant la Guerra del Francès (1808-1812) i van devastar part del nucli urbà.
En 1875 va arribar el tren de la línia Barcelona-Vic-Puigcerdà. L'estació és obra de l'enginyer Josep Foulon Tudó, seguint l'estil francès.
Ja en el segle xx, tot i continuar essent una vila eminentment agrícola, té un considerable desenvolupament comercial i industrial, sobretot en els sectors d'alimentació i tèxtil, i també d'estiueig gràcies al ferrocarril. Els anys de tensió viscuda per la duplicitat de subministraments d'energia elèctrica es resolen amb la municipalització del servei i la fundació de l'Electra Municipal el 1926.
Després de la Guerra Civil, Centelles no va conèixer una època de relativa prosperitat fins als anys seixanta. L'augment de la població, tant per la natalitat com per la immigració; l'expansió i la diversificació de la indústria (tèxtil, filatura, embotits, construcció, pells adobades, avicultura...); l'expansió urbanística i la revifalla de la vida cultural són alguns trets d'aquest creixement.
Entre 1990 i 2009, Centelles ha viscut canvis importants, com és la transformació urbanística i el creixement demogràfic que portà la vila a superar els 6.000 habitants l'any 2002.

## Llocs d'interès
Dins el terme municipal de Centelles podem trobar punts molt interessants, com Sauva Negra o un tros de l'antiga via romana.

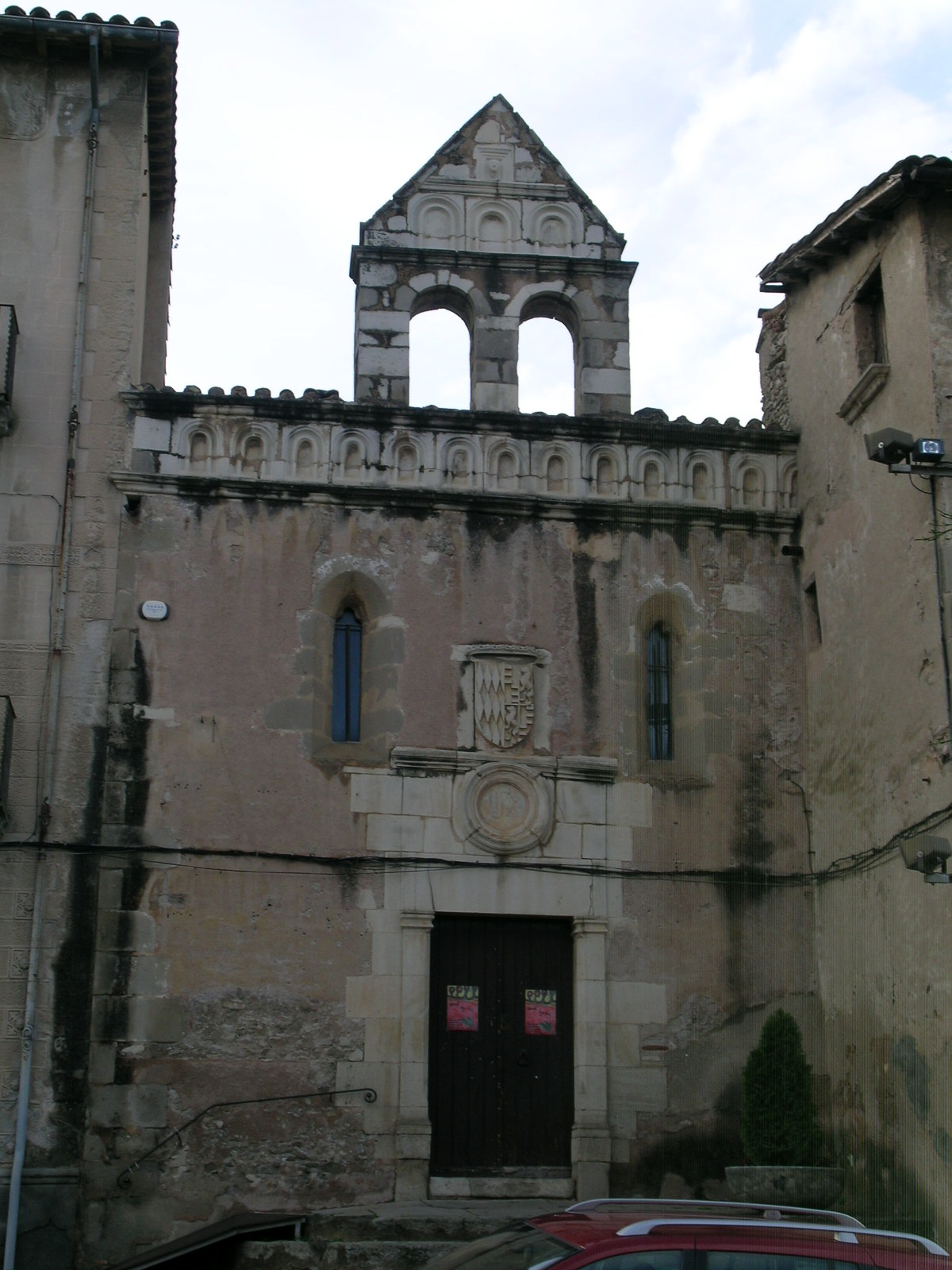
Capella de Jesús

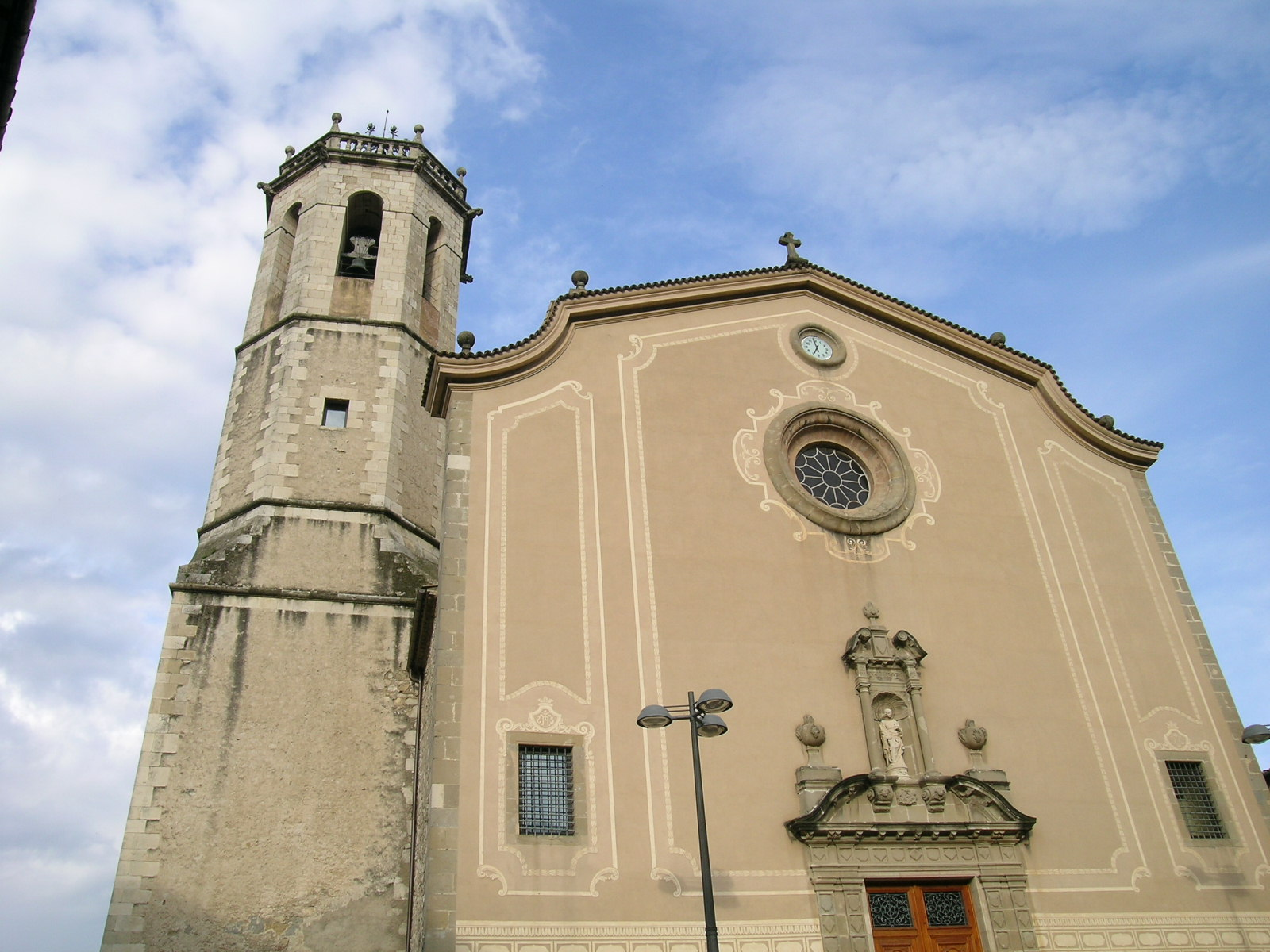
Santa Coloma de Centelles

- Capella de Jesús: capella del segle xvi, construïda fora de la vila, però actualment dins del nucli urbà; és d'estil gòtic amb influències renaixentistes. Està ubicada al Passeig, davant del Portal.
- Capella del Socós: Capella del segle xvi, situada al final del carrer del Socós.
- Can Domingo.
- El Cerdà de la Garga: mas fora del nucli urbà. Mas on va néixer l'il·lustre centellenc Ildefons Cerdà.
- El Passeig: petit passeig al centre de la població, on fan ombra uns plataners, obra de Joaquim Raspall de 1922.
- El Portal: portalada del 1542, i antiga entrada al nucli urbà, coronada per un costat per l'escut dels comtes de Centelles. Va ser restaurat el 1917 per Jeroni Martorell, el 1987 va ser novament restaurat, i és un dels elements arquitectònics més característics de la població.
- Hospital de Centelles.
- Molí de la Llavina Arxivat 2013-05-14 a Wayback Machine.. Es pot veure un molí accionat per l'aigua de les seves basses, tal com ho ha fet durant centenars d'any. És un dels pocs molins fariners en funcionament a Catalunya.
- Nucli antic i Sagrera de Centelles.
- Palau Comtal de Centelles: construcció del segle xvi situada a la plaça major. Primera residència vilatana dels Centelles, primer barons i després comtes. És Bé Cultural d'Interès Nacional.
- Marçó Vell: centre d'exposicions. Actualment a la primera planta hi ha una sala-museu dedicada a la paleontologia. Es tracta d'una exposició permanent que, de manera didàctica, basada en recursos museogràfics innovadors, relaciona els exemplars fòssils i els minerals amb l'entorn de Centelles i Osona d'on procedeixen. La col·lecció també inclou peces procedents d'altres llocs de Catalunya i la resta del món, que són objecte d'exposicions temporals temàtiques. Els horaris de la Sala de Paleontologia són els mateixos del Centre d'Art i també s'hi poden concertar visites per a grups escolars.
- Sant Antoni de les Codines: petita ermita que actualment es troba a l'entrada del poble des de la carretera C-17, i va ser traslladada durant l'ampliació de la carretera.
- Santa Coloma: església parroquial dedicada a Santa Coloma, patrona de la vila. És del 1704-1710 i hom la va construir sobre una antiga església del 898. El campanar és del 1682 —obra de Miquel Fiter, amb base de planta quadrada, que a mitjana altura passa a ser de planta octogonal— i és un element molt característic de la població. Se’n pot veure una galeria d'imatges al següent enllaç: Parròquia de Centelles.
- Via ferrada de les Baumes Corcades: és una de les vies de pujada al Puigsagordi. Té el pont nepalí més llarg d'Europa en aquesta modalitat.

## Festes i tradicions

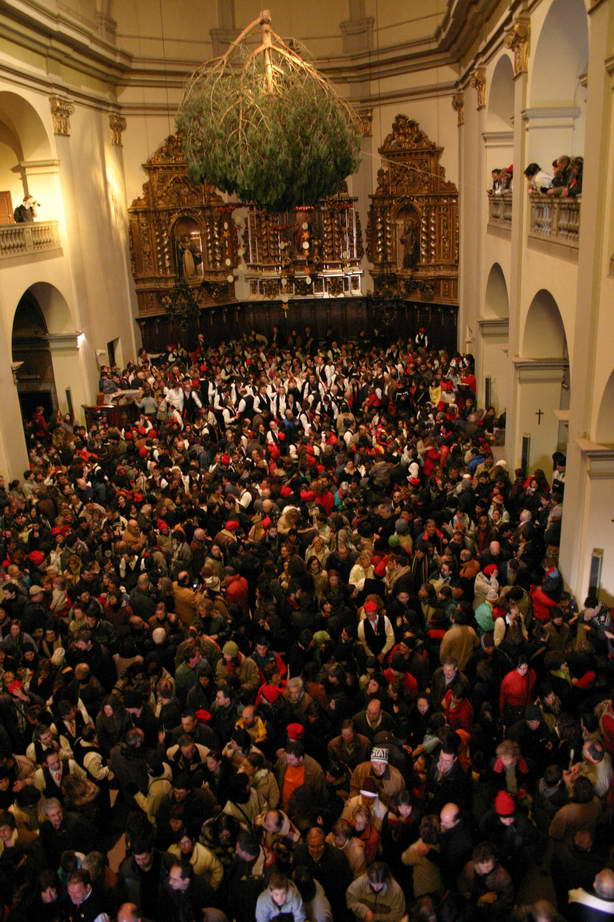
Festa del pi, interior de l'església de Santa Coloma

- Fira de la tòfona Arxivat 2013-09-25 a Wayback Machine.: cap de setmana abans de Nadal.
- Festa del Pi: 30 de desembre.
- Festa d'hivern: 31 de desembre.
- Cau de Bruixes Arxivat 2013-05-23 a Wayback Machine.: gener/febrer.
- Carnaval: gener/febrer (és una setmana abans que el carnaval oficial).
- Fira del col·leccionisme i mercat d'art i antiguitats: abril.
- Fira de la ratafia i productes de la terra: principis de juny.
- Festa d'estiu: 1 de setembre.
- Mercat del trasto: octubre.
- Aplec del turó del Puigsagordi: 1 de maig.

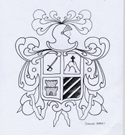
escut
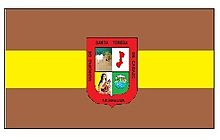
bandera

## Demografia
| 1497 f | 1515 f | 1553 f | 1717 | 1787  | 1857  | 1877  | 1887  | 1900  | 1910  |
| ------ | ------ | ------ | ---- | ----- | ----- | ----- | ----- | ----- | ----- |
| 58     | 60     | 98     | 762  | 1.716 | 1.953 | 1.984 | 1.837 | 1.985 | 2.162 |

| 1920  | 1930  | 1940  | 1950  | 1960  | 1970  | 1981  | 1990  | 1992  | 1994  |
| ----- | ----- | ----- | ----- | ----- | ----- | ----- | ----- | ----- | ----- |
| 2.283 | 2.715 | 2.786 | 3.110 | 3.886 | 4.834 | 5.593 | 5.751 | 5.713 | 5.713 |

| 1996  | 1998  | 2000  | 2002  | 2004  | 2006  | 2008  | 2010  | 2012  | 2014  |
| ----- | ----- | ----- | ----- | ----- | ----- | ----- | ----- | ----- | ----- |
| 5.771 | 5.728 | 5.793 | 5.939 | 6.304 | 6.671 | 7.133 | 7.259 | 7.282 | 7.333 |

| 2016  | 2018  | 2020  | 2022  | 2024  | 2026 | 2028 | 2030 | 2032 | 2034 |
| ----- | ----- | ----- | ----- | ----- | ---- | ---- | ---- | ---- | ---- |
| 7.410 | 7.423 | 7.513 | 7.641 | 7.775 | -    | -    | -    | -    | -    |

## Centelles és màgia
Centelles és màgia és el lema, frase o marca amb què es coneix la vila. D'aquesta manera, el municipi vol donar a conèixer que cada diumenge hi ha mercat, i que els comerços estan oberts fins al migdia. També que es fan diferents fires i activitats en el decurs de l'any, i que complementen el mercat, els comerços i els productes típics de Centelles (tòfona, ratafia, etc.). El lema també serveix per identificar-ne les activitats culturals i les rutes pel patrimoni i l'entorn. Es pot trobar més informació de les rutes a wikivoyage.org.

## Centellencs il·lustres
- Pere Barnils i Giol: (1882-1933) Filòleg i fonetista.
- Jaume Carrera i Pujal: (1895-1961) Periodista i historiador.
- Ildefons Cerdà i Sunyer: (1815-1876) Enginyer i urbanista.
- Bartomeu Costa-Amic: (1911-2002) Polític i editor.

## Entitats
- Enllaç a la llista d'entitats del municipi: Entitats de Centelles